# Estanislao del Campo
Estanislao del Campo (Buenos Aires, 7 febbraio 1834 – Buenos Aires, 6 novembre 1880) è stato un poeta argentino.

## Biografia
Estanislao del Campo nacque a Buenos Aires in una famiglia benestante seguace del Partido Unitario di tendenze filogovernative schierata per difendere i diritti della loro città.
Studiò legge e lavorò come commesso, prima di arruolarsi, all'età di diciotto anni nell'esercito.
Combatté nella battaglia di Cepeda e del Pavón raggiungendo il grado di capitano nel 1861 e di colonnello nel 1874. Inoltre fu eletto segretario della Camera dei deputati di Buenos Aires e deputato nazionale.
Giornalista e letterato colto, inizialmente attratto dal movimento romantico, per una pura casualità fornitagli dalla rappresentazione del Faust di  Charles Gounod, si gettò a capofitto nella scrittura di un'opera letteraria divenuta un capolavoro del cosiddetto "criollismo": il poemetto Fausto (1866), che narra i racconti svolti dal gaucho Anastasio el Pollo all'amico Laguna, riguardanti le vicende del Faust di Gounod.
Il poemetto si distinse per la pregevole caratterizzazione psicologia dei due protagonisti, uomini semplici ma non stolti, per il modo in cui credono alla storia fantasiosa, per il loro linguaggio fresco, campagnolo, metaforico ed espressivo, per l'intento riuscito, di presentare in modo colto e profondo la sensibilità popolare.
Il Fausto viene considerato uno dei risultati più significativi della lirica gauchesca e quindi di quel capitolo della letteratura argentina ottocentesca più originale.
L'autore pubblicò un altro poemetto, intitolato Gobierno gaucho, nel quale un contadino sotto l'effetto del vino si illude di essere un leader politico e legifera con una straordinaria sapienza e un gusto sardonico. 
Un'altra sua opera letteraria fu il poema America.
Estanislao del Campo si sposò nel 1864 con Carolina Micaela Lavalle Darregueyra (Buenos Aires, 1832 - 1889); la coppia ebbe tre figli.

## Opere principali
- Los debates de Mitre (1857)
- Carta de Anastasio el Pollo sobre el beneficio de la Sra. La Grúa (1857)
- Fausto, Impresiones del gaucho Anastasio el Pollo en la representación de esta Ópera (1866)
- Poesías (1870, con prologo di José Mármol)